# Coppa Italia Lega Nazionale Pallacanestro 2019
La Coppa Italia Lega Nazionale Pallacanestro 2019 (che ha preso nome di Coppa Italia Old Wild West 2019 per ragioni di sponsorizzazione) è una competizione di pallacanestro maschile per squadre di Serie A2, Serie B.
I palazzetti utilizzati per la manifestazione che si svolgerà tra il 1° e il 3 marzo 2019 sono il PalaSavelli di Porto San Giorgio e il Palasport di Porto Sant'Elpidio.

## Formula
- Serie A2: partecipano alla Final Eight otto squadre, ovvero le prime quattro squadre classificate al termine del girone d'andata dei due gironi di Serie A2.
- Serie B: si qualificano alla Final Eight otto squadre, ovvero le prime due squadre classificate al termine del girone d'andata dei quattro gironi di Serie B.

## Risultati

### Serie A2

#### Final Eight
|  | Quarti di finale | Quarti di finale                 | Quarti di finale          |                    |                           | Semifinali         | Semifinali | Semifinali |  |  | Finale | Finale            | Finale |
|  |                  |                                  |                           |                    |                           |                    |            |            |  |  |        |                   |        |
|  | 1E               | Lavoropiù Bologna                | 75                        |                    |                           |                    |            |            |  |  |        |                   |        |
|  | 4O               | Angelico Biella                  | 50                        |                    |                           |                    |            |            |  |  |        |                   |        |
|  | 4O               | Angelico Biella                  | 50                        |                    | 1E                        | Lavoropiù Bologna  | 89         |            |  |  |        |                   |        |
|  |                  |                                  |                           |                    | 1E                        | Lavoropiù Bologna  | 89         |            |  |  |        |                   |        |
|  |                  | 2O                               | Pallacanestro Virtus Roma | 80                 |                           |                    |            |            |  |  |        |                   |        |
|  | 2O               | 2O                               | Pallacanestro Virtus Roma | 80                 | Pallacanestro Virtus Roma | 77                 |            |            |  |  |        |                   |        |
|  | 2O               |                                  |                           |                    | Pallacanestro Virtus Roma | 77                 |            |            |  |  |        |                   |        |
|  | 3E               | Tezenis Verona                   | 60                        |                    |                           |                    |            |            |  |  |        |                   |        |
|  |                  |                                  |                           |                    |                           |                    |            |            |  |  | 1E     | Lavoropiù Bologna | 75     |
|  |                  |                                  | 2E                        | De' Longhi Treviso | 84                        |                    |            |            |  |  |        |                   |        |
|  | 2E               | De' Longhi Treviso               | 100                       |                    |                           |                    |            |            |  |  |        |                   |        |
|  | 3O               | Benacquista Assicurazioni Latina | 78                        |                    |                           |                    |            |            |  |  |        |                   |        |
|  | 3O               | Benacquista Assicurazioni Latina | 78                        |                    | 2E                        | De' Longhi Treviso | 82         |            |  |  |        |                   |        |
|  |                  |                                  |                           |                    | 2E                        | De' Longhi Treviso | 82         |            |  |  |        |                   |        |
|  |                  | 1O                               | Bergamo Basket 2014       | 79                 |                           |                    |            |            |  |  |        |                   |        |
|  | 1O               | 1O                               | Bergamo Basket 2014       | 79                 | Bergamo Basket 2014       | 83                 |            |            |  |  |        |                   |        |
|  | 1O               |                                  |                           |                    | Bergamo Basket 2014       | 83                 |            |            |  |  |        |                   |        |
|  | 4E               | XL Extralight Montegranaro       | 75                        |                    |                           |                    |            |            |  |  |        |                   |        |

#### Finale
| Arbitri: | Noce (Latina) Di Toro (Perugia) Yang Yao (Vigasio) |

|                |            |                      |
| Hasbrouck 28   | Punti      | 19 Logan             |
| Fantinelli 4   | Assist     | 6 Logan              |
| Fantinelli 4   | Rimbalzi   | 9 Imbrò              |
| Antimo Martino | Allenatori | Massimiliano Menetti |

| Quintetto titolare | Quintetto titolare | Quintetto titolare | Pt   | Rim  | Ass  |
| ------------------ | ------------------ | ------------------ | ---- | ---- | ---- |
| P                  | 21                 | Matteo Fantinelli  | 6    | 4    | 4    |
| G                  | 41                 | Kenny Hasbrouck    | 28   | 3    | 2    |
| AC                 | 10                 | Maarty Leunen      | 12   | 3    | 2    |
| AP                 | 20                 | Guido Rosselli     | 10   | 3    | 3    |
| AG                 | 6                  | Stefano Mancinelli | 4    | 3    | 1    |
| Panchina:          |                    |                    |      |      |      |
| GA                 | 0                  | Carlos Delfino     | 3    | 3    | 0    |
| C                  | 12                 | Matteo Franco      | n.e. | n.e. | n.e. |
| P                  | 16                 | Marco Venuto       | 5    | 1    | 2    |
| AG                 | 9                  | Andrea Benevelli   | 0    | 1    | 0    |
| AC                 | 22                 | Giovanni Pini      | 7    | 1    | 0    |
| AP                 | 4                  | Giacomo Sgorbati   | n.e. | n.e. | n.e. |
| G                  | 14                 | Marco Prunotto     | n.e. | n.e. | n.e. |
| Allenatore:        |                    |                    |      |      |      |
| Antimo Martino     |                    |                    |      |      |      |

| Lavoropiù Fortitudo Bologna |  | De' Longhi Treviso |

| Vincitrice Coppa Italia 2019 |
| ---------------------------- |
| De' Longhi Treviso 1º titolo |

| Quintetto titolare   | Quintetto titolare | Quintetto titolare | Pt   | Rim  | Ass  |
| -------------------- | ------------------ | ------------------ | ---- | ---- | ---- |
| P                    | 1                  | David Logan        | 19   | 3    | 6    |
| AP                   | 21                 | Eric Lombardi      | 9    | 6    | 1    |
| P                    | 12                 | Matteo Imbrò       | 12   | 9    | 2    |
| C                    | 0                  | Amedeo Tessitori   | 15   | 5    | 0    |
| G                    | 2                  | Dominez Burnett    | 16   | 1    | 4    |
| Panchina:            |                    |                    |      |      |      |
| G                    | 16                 | Lorenzo Uglietti   | 2    | 2    | 3    |
| AG                   | 4                  | Davide Alviti      | 0    | 4    | 0    |
| AC                   | 3                  | Alvise Sarto       | n.e. | n.e. | n.e. |
| AC                   | 20                 | Luca Severini      | 4    | 4    | 1    |
| AC                   | 10                 | Simone Barbante    | n.e. | n.e. | n.e. |
| AC                   | 15                 | Matteo Chillo      | 7    | 2    | 0    |
| Allenatore:          |                    |                    |      |      |      |
| Massimiliano Menetti |                    |                    |      |      |      |

### Serie B

#### Final Eight
|  | Quarti di finale | Quarti di finale              | Quarti di finale            |                |                             | Semifinali     | Semifinali | Semifinali |  |  | Finale | Finale         | Finale |
|  |                  |                               |                             |                |                             |                |            |            |  |  |        |                |        |
|  | 1A               | Paffoni Omegna                | 73                          |                |                             |                |            |            |  |  |        |                |        |
|  | 2C               | Amatori Pallacanestro Pescara | 70                          |                |                             |                |            |            |  |  |        |                |        |
|  | 2C               | Amatori Pallacanestro Pescara | 70                          |                | 1A                          | Paffoni Omegna | 79         |            |  |  |        |                |        |
|  |                  |                               |                             |                | 1A                          | Paffoni Omegna | 79         |            |  |  |        |                |        |
|  |                  | 2A                            | All Foods Fiorentina Basket | 68             |                             |                |            |            |  |  |        |                |        |
|  | 1C               | 2A                            | All Foods Fiorentina Basket | 68             | Allianz Pazienza San Severo | 64             |            |            |  |  |        |                |        |
|  | 1C               |                               |                             |                | Allianz Pazienza San Severo | 64             |            |            |  |  |        |                |        |
|  | 2A               | All Foods Fiorentina Basket   | 66                          |                |                             |                |            |            |  |  |        |                |        |
|  |                  |                               |                             |                |                             |                |            |            |  |  | 1A     | Paffoni Omegna | 81     |
|  |                  |                               | 1B                          | Amadori Cesena | 72                          |                |            |            |  |  |        |                |        |
|  | 1B               | Amadori Cesena                | 59                          |                |                             |                |            |            |  |  |        |                |        |
|  | 2D               | Virtus Arechi Salerno         | 56                          |                |                             |                |            |            |  |  |        |                |        |
|  | 2D               | Virtus Arechi Salerno         | 56                          |                | 1B                          | Amadori Cesena | 75         |            |  |  |        |                |        |
|  |                  |                               |                             |                | 1B                          | Amadori Cesena | 75         |            |  |  |        |                |        |
|  |                  | 2B                            | Raggisolaris Faenza         | 50             |                             |                |            |            |  |  |        |                |        |
|  | 1D               | 2B                            | Raggisolaris Faenza         | 50             | Decò Caserta                | 62             |            |            |  |  |        |                |        |
|  | 1D               |                               |                             |                | Decò Caserta                | 62             |            |            |  |  |        |                |        |
|  | 2B               | Raggisolaris Faenza           | 72                          |                |                             |                |            |            |  |  |        |                |        |

#### Finale
| Arbitri: | Spinelli (Cantù) Miniati (San Giovanni Valdarno) |

|                      |            |                      |
| Battisti 17          | Punti      | 15 Alessandro Grande |
| Raschi 4             | Assist     | 6 Cantone            |
| Sacchettini 6        | Rimbalzi   | 6 Alessandro Grande  |
| Giampaolo Di Lorenzo | Allenatori | Marcello Ghizzinardi |

| Quintetto titolare   | Quintetto titolare | Quintetto titolare   | Pt   | Rim  | Ass  |
| -------------------- | ------------------ | -------------------- | ---- | ---- | ---- |
| AP                   | 10                 | Matteo Frassineti    | 2    | 1    | 1    |
| P                    | 6                  | Matteo Battisti      | 17   | 0    | 1    |
| G                    | 3                  | Andrea Dagnello      | 1    | 0    | 1    |
| AG                   | 18                 | Michael Sacchettini  | 15   | 6    | 0    |
| AG                   | 1                  | Massimiliano Ferraro | 3    | 4    | 0    |
| Panchina:            |                    |                      |      |      |      |
| GA                   | 11                 | Andrea Raschi        | 11   | 5    | 4    |
| AC                   | 33                 | David Brkic          | 5    | 1    | 0    |
| G                    | 8                  | Antonio De Fabritiis | 10   | 2    | 0    |
| P                    | 4                  | Emanuele Trapani     | 8    | 2    | 2    |
| AP                   | 17                 | Francesco Poggi      | n.e. | n.e. | n.e. |
| PG                   | 5                  | Filippo Rossi        | n.e. | n.e. | n.e. |
| Allenatore:          |                    |                      |      |      |      |
| Giampaolo Di Lorenzo |                    |                      |      |      |      |

| Amadori Tigers Cesena |  | Paffoni Omegna |

| Vincitrice Coppa Italia 2019 |
| ---------------------------- |
| Paffoni Omegna 2º titolo     |

| Quintetto titolare   | Quintetto titolare | Quintetto titolare   | Pt   | Rim  | Ass  |
| -------------------- | ------------------ | -------------------- | ---- | ---- | ---- |
| G                    | 8                  | Santiago Bruno       | 5    | 5    | 5    |
| P                    | 5                  | Alessandro Grande    | 15   | 6    | 4    |
| C                    | 14                 | Jacopo Balanzoni     | 10   | 4    | 0    |
| AG                   | 12                 | Marco Arrigoni       | 12   | 3    | 0    |
| AP                   | 11                 | Lorenzo D'alessandro | 9    | 5    | 0    |
| Panchina:            |                    |                      |      |      |      |
| AG                   | 10                 | Giuliano Samoggia    | 9    | 2    | 1    |
| P                    | 17                 | Carlo Cantone        | 8    | 1    | 6    |
| AP                   | 22                 | Guido Scali          | 13   | 3    | 2    |
| C                    | 18                 | Kadim Gueye          | 0    | 0    | 0    |
| G                    | 15                 | Gionata Guala        | n.e. | n.e. | n.e. |
| G                    | 13                 | Riccardo Ramenghi    | n.e. | n.e. | n.e. |
| AG                   | 21                 | Alessandro Bovio     | n.e. | n.e. | n.e. |
| Allenatore:          |                    |                      |      |      |      |
| Marcello Ghizzinardi |                    |                      |      |      |      |